# Бомелиус, Элизеус
Элизеус Бомелиус, в русских источниках Елисей Бомелий (нем. Eliseus Bomelius; ок. 1530—1579, Москва) — авантюрист из Вестфалии при дворе Ивана Грозного, занимавшийся профессионально астрологией и магией. В летописях упоминается как «злой волхв Бомелия». Официально числился придворным лекарем. Иногда выполнял обязанности палача.

## Биография
Сын лютеранского проповедника Генри Бомелиуса (родом из Голландии). Имел пристрастие к медицине. В 1558 году переехал в Англию вместе с английской семьёй Берти, у которых ухаживал за слабым ребёнком — будущим государственным деятелем Перегрином Берти. Семья Берти находилась в Вестфалии в связи с гонениями королевы Марии Тюдор. В 1559 году, благодаря хлопотам Кэтрин Берти, баронессы Уиллоуби, поступил в Кембриджский университет на отделение медицины, но вместо положенных шести лет отучился пять. В 1564 году женился и начал заниматься в Лондоне медицинской практикой. В 1569 году Бомелиуса заключают под стражу по обвинению в ведении медицинской практики без лицензии и применении чёрной магии. Леди Уиллоуби, используя свои связи в правительстве, пытается помочь Бомелиусу. Ему заменяют тюремное заключение на денежный штраф. Штраф не был выплачен, поэтому Бомелиус остался сидеть в тюрьме. 2 июня 1570 года он был освобождён. При повторном аресте в Лондоне, или вообще на территории Англии, ему грозил штраф в 100 фунтов стерлингов — большая сумма по тем временам.
В период 1569—1570 годов в Лондоне находилось посольство Ивана IV во главе Андрея Григорьевича Совина, одной из целей которого было найти врача для царя. Андрей Совин предложил Бомелиусу стать врачом русского царя.
В конце лета 1570 года переехал в Россию и быстро обрёл большое влияние на Ивана IV, став впоследствии его любимцем. Псковская I летопись под 1570 годом сообщает, что литовцы и немцы, боясь окончательного разорения от московского царя, подослали к последнему этого «лютого волхва», по чьей воле «на Руских людей царю возложи сверепство, а к Немцам на любовь преложи». Пользуясь своим положением при дворе, скопил большой капитал, часть которого переправил на свою родину — в город Везель. Иван Грозный доверял ему полностью и даже советовался с ним по личным и некоторым важным государственным вопросам. Например, обсуждал план своей женитьбы на королеве Елизавете Английской. Особенно царя привлекало его умение насылать смерть на людей в точно указанное им время. Карамзин писал:

«Злобный клеветник Бомелий составлял губительное зелье с таким адским искусством, что отравляемый издыхал в назначенную тираном минуту».

Его клеветническая деятельность привела к тому, что на него начали поступать царю доносы и он оказался в опале. Его обвинили «в сношениях письмами, написанными шрифтом по-латински и по-гречески, с королями Польши и Швеции». В 1579 году мага арестовали и подвергли пыткам, при которых он во всём признался. Иван Грозный, поражённый вероломством своего приближённого, приказал зажарить его живьём. После пытки Бомелиуса бросили в тюрьму, где он и умер.
Вдова Бомелиуса, англичанка, по просьбе королевы Елизаветы I, обратившейся с письмом к Грозному, была отпущена на родину в 1584 году уже его преемником — царём Фёдором I.